# Gelada

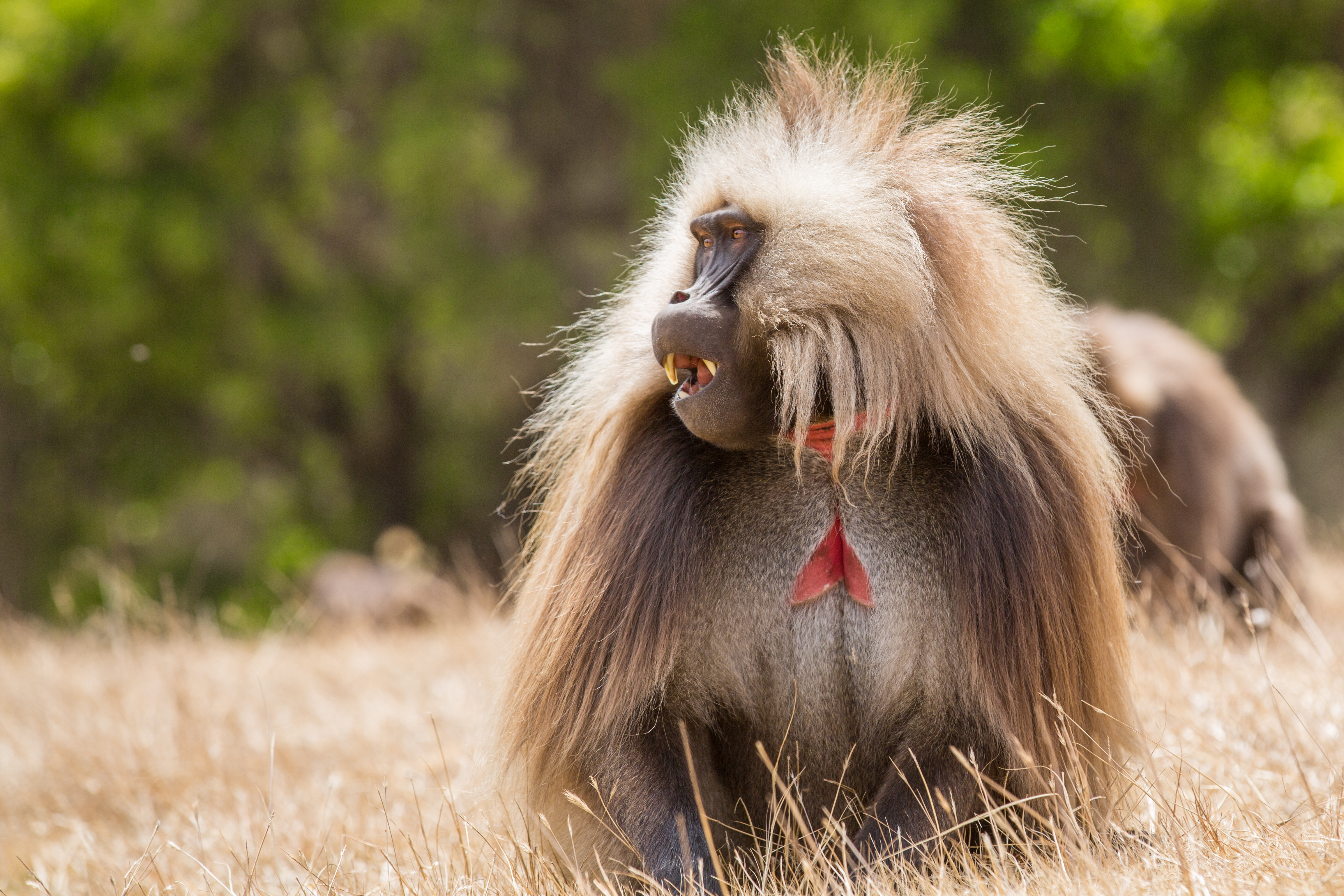
Mannelijke gelada in de Simien Mountains, droog seizoen 2018

De gelada (Theropithecus gelada) is een soort in het geslacht Gelada's (Theropithecus), die uiterlijk het meeste lijkt op een baviaan.

## Kenmerken
De gelada wordt ongeveer 70 tot 74 cm lang.

## Leefwijze
Hun hoofdvoedsel is gras; hiermee zijn ze de enige primatensoort die graast.

## Voortplanting
Gelada's leven in groepen met aan het hoofd een dominant mannetje dat waakt over zijn harem en nageslacht. Mannetjes die een groep overnemen, doden de baby's van hun voorganger. Vrouwtjes die nog drachtig zijn van het vorige dominante mannetje, kunnen deze moord vermijden door spontaan een miskraam te krijgen (Bruce-effect).

## Taxonomie
- Geslacht: Theropithecus (Gelada's)
  -  Soort: Theropithecus gelada (Gelada)

## Verspreiding
Gelada's komen uitsluitend voor in het Ethiopisch Hoogland. Ze leven in grote harmonie en "praten" doorlopend met elkaar.
Uitgestorven verwanten van de gelada leefden tijdens het Plioceen en Pleistoceen. Het geslacht Theropithecus had toen een groter verspreidingsgebied dan tegenwoordig en gelada-achtigen kwamen destijds in grote delen van Afrika en tevens zuidelijk Europa voor.

## Dierentuinen
NaturZoo Rheine coördineert het Europees fokprogramma van deze soort. In Nederland is hij sinds 2018 aan te treffen in Diergaarde Blijdorp.